# Barreiro (freguesia)
Barreiro is een plaats (freguesia) in de Portugese gemeente Barreiro en telt 8.822 inwoners (2001).
GD Fabril is de lokale omnisportvereniging.

## Geboren
- Bruno Martins Indi (1992), Nederlands voetballer
- João Cancelo (1994), voetballer